# Grown Backwards
Grown Backwards es el título del último álbum de estudio hasta la fecha de David Byrne lanzado en el mes de marzo del 2004. En este álbum, en el cual participa en la gran mayoría de las canciones The Tosca Strings, se incluye el tema "Glass, Concrete & Stone", parte de la banda sonora de la película Dirty Pretty Things del año 2002. 
Para promocionarlo, Byrne junto a The Tosca Strings realizaron una gira mundial bajo el nombre de "My Backwards Life Tour".

## Lista de canciones
1. Glass, Concrete & Stone
2. The Man Who Loved Beer (Donald Charles Book y Kurt Wagner de Lambchop)
3. Au Fond du Temple Saint (Georges Bizet, de Les Pêcheurs de Perles) - junto a Rufus Wainwright
4. Empire
5. Tiny Apocalypse
6. She Only Sleeps
7. Dialog Box
8. The Other Side of This Life
9. Why
10. Pirates
11. Civilization
12. Astronaut
13. Glad
14. Un di Felice, Eterea (Giuseppe Verdi, de La Traviata)
15. Lazy (Byrne / X-Press 2)

*Canciones escritas por David Byrne, excepto las indicadas.